# Alfonzove tablice
Alfonzove ali Alfonzinske astronomske tablice (špansko Tablas Alfonsíes, latinsko Tabulae Alphonsinae), včasih tudi tabele, so vsebovale podatke za izračun položaja Sonca, Lune in planetov glede na zvezde stalnice.
Ime so dobile ime po Alfonzu X. Kastiljskem, ki je sponzoriral njihovo izdelavo. Sestavljene so bili v Toledu v Španiji in vsebujejo astronomske podatke od 1. januarja 1252, ko je bil Alfonz kronan za španskega kralja.

## Izdelava
Alfonz X. je zbral skupino učenjakov, znano kot Toledska šola prevajalcev, ki so bili med drugimi prevajalskimi nalogami zadolženi, da pripravijo nove tablice, ki bi posodobile Toledske astronomske tablice.  Nove tablice so temeljile na starejših astronomskih delih in opazovanjih islamskih astronomov, katerim so dodali opazovanja toledskih astronomov. Med njimi je bilo več judovskih učenjakov, kot sta bila Jehuda ben Moše in Izak ibn Sid. Kralj je v Toledo pripeljal tudi Abena Raghela y Alquibicija in Abena Musio y Mohamata iz Sevilje, Jožefa Abena Alíja in Jakoba Abenvena iz Córdobe ter še petdeset drugih iz Gaskonje in Pariza.
Navodila za Alfonzove tabele so bila prvotno napisana v kastiljski španščini. Prva tiskana izdaja Alfonzovih tablic je izšla leta 1483, druga izdaja pa leta 1492.
Georg Purbach je uporabil Alfonzove tablice za svojo knjigo Theoricae novae planetarum (Nova teorija planetov). Nikolaj Kopernik je pri svojem delu uporabljal drugo izdajo tablic. Te  in podobne astronomske tablice so bile uporabne za izračunavanje efemerid, ki so jih astrologi nato uporabili za izdelavo horoskopov.

## Metodologija
Za izračunavanje tablic so se uporabljale metode Klavdija Ptolemaja, ki je leto razdelil na 365 dni, 5 ur, 49 minut, 16 sekund, kar je zelo blizu trenutno veljavne vrednosti. Kopernikovo opažanje, da bi njegov sistem lahko razložil planetarna gibanja z največ 34 epicikli, se je razumelo kot nakazovanje, da je bilo veliko število dodatnih epiciklov,  uvedenih pozneje v Ptolemajev sistem, zgolj usklajevanje z opazovanji.  Zanana je izjava, verjetno apokrifna, ki jo pripisujejo kralju Algonzu, ko je slišal razlago izjemno zapletene matematike, potrebne za prikaz Ptolemajevega geocentričnega modela sončnega sistema: »Če bi se Gospod Vsemogočni posvetoval z mano, preden se je lotil ustvarjanja, bi mu moral priporočiti nekaj enostavnejšega«. 

## Priljubljenost
Alfonzove tablice so bile najbolj priljubljene astronomske tablice v Evropi. Posodobljene različice so se redno objavljale tristo let. Nikolaj Kopernik, znan kot oče moderne astronomije, je kupil izvod, ko je bil na Univerzi v Krakovu. Zdele so se mu tako pomembne, da jih je dal vezati v les in usnje. Aleksander Bogdanov je trdil, da so te tablice tvorile osnovo za Kopernikov razvoj heliocentričnega razumevanja astronomije. Leta 1551 so bile objavljene Prutenske ali Pruske tabele Erazma Reinholda,  ki so temeljile na Kopernikovem heliocentrični modelu sončnega sistema. Kopernikova De revolutionibus ni bila enostavna za uporabo. Prutenske tabele so bile namenjene temu, da bi naredile heliocentrični model bolj uporaben za astrologe in astronome, vendar niso bile široko sprejete zunaj nemško govorečih držav. Nove efemeride, ki so temeljile na Alfonzovih tablicah, so še naprej objavljale vse do objave Rudolfinskih tabel Johannesa Keplerja leta 1627.